# Grand Prix automobile d'Argentine 1974
Le Grand Prix automobile d'Argentine 1974 est une course de Formule 1 qui s'est déroulée sur le circuit Oscar Alfredo Galvez à Buenos Aires le 13 janvier 1974.

## Classement
| Pos  | N° | Pilote               | Écurie            | Tours | Temps/Abandon      | Grille | Points |
| ---- | -- | -------------------- | ----------------- | ----- | ------------------ | ------ | ------ |
| 1    | 6  | Denny Hulme          | McLaren-Ford      | 53    | 1 h 41 min 02 s 01 | 10     | 9      |
| 2    | 12 | Niki Lauda           | Ferrari           | 53    | + 9 s 27           | 8      | 6      |
| 3    | 11 | Clay Regazzoni       | Ferrari           | 53    | + 20 s 41          | 2      | 4      |
| 4    | 33 | Mike Hailwood        | McLaren-Ford      | 53    | + 31 s 79          | 9      | 3      |
| 5    | 14 | Jean-Pierre Beltoise | BRM               | 53    | + 51 s 84          | 14     | 2      |
| 6    | 4  | Patrick Depailler    | Tyrrell-Ford      | 53    | + 1 min 52 s 48    | 15     | 1      |
| 7    | 7  | Carlos Reutemann     | Brabham-Ford      | 52    | Panne d'essence    | 6      |        |
| 8    | 10 | Howden Ganley        | March-Ford        | 52    | Panne d'essence    | 19     |        |
| 9    | 15 | Henri Pescarolo      | BRM               | 52    | + 1 tour           | 21     |        |
| 10   | 5  | Emerson Fittipaldi   | McLaren-Ford      | 52    | + 1 tour           | 3      |        |
| 11   | 27 | Guy Edwards          | Lola-Ford         | 51    | + 2 tours          | 25     |        |
| 12   | 28 | John Watson          | Brabham-Ford      | 49    | + 4 tours          | 20     |        |
| 13   | 1  | Ronnie Peterson      | Lotus-Ford        | 48    | + 5 tours          | 1      |        |
| Abd. | 26 | Graham Hill          | Lola-Ford         | 45    | Moteur             | 17     |        |
| Abd. | 2  | Jacky Ickx           | Lotus-Ford        | 36    | Embrayage          | 7      |        |
| Abd. | 8  | Richard Robarts      | Brabham-Ford      | 36    | Boîte de vitesses  | 22     |        |
| Abd. | 9  | Hans Joachim Stuck   | March-Ford        | 31    | Embrayage          | 23     |        |
| Abd. | 37 | François Migault     | BRM               | 31    | Fuite d'eau        | 24     |        |
| Abd. | 3  | Jody Scheckter       | Tyrrell-Ford      | 25    | Moteur             | 12     |        |
| Abd. | 18 | Carlos Pace          | Surtees-Ford      | 21    | Suspension         | 11     |        |
| Abd. | 20 | Arturo Merzario      | Iso Marlboro-Ford | 19    | Surchauffe moteur  | 13     |        |
| Abd. | 24 | James Hunt           | March-Ford        | 11    | Surchauffe moteur  | 5      |        |
| Abd. | 19 | Jochen Mass          | Surtees-Ford      | 10    | Moteur             | 18     |        |
| Abd. | 16 | Peter Revson         | Shadow-Ford       | 1     | Accident           | 4      |        |
| Abd  | 17 | Jean-Pierre Jarier   | Shadow-Ford       | 0     | Accident           | 16     |        |

Légende :
- Abd.=Abandon

## Pole position et record du tour
- Pole position : Ronnie Peterson en 1 min 50 s 78 (vitesse moyenne : 193,941 km/h).
- Tour le plus rapide : Clay Regazzoni en 1 min 52 s 10 au 38e tour (vitesse moyenne : 191,657 km/h).

## Tours en tête
- Ronnie Peterson : 2 (1-2)
- Carlos Reutemann : 49 (3-51)
- Denny Hulme : 2 (52-53)

## À noter
- 8e victoire pour Denny Hulme.
- 9e victoire pour McLaren en tant que constructeur.
- 67e victoire pour Ford Cosworth en tant que motoriste.